# Saint-Privat-la-Montagne
Saint-Privat-la-Montagne település Franciaországban, Moselle megyében. Lakosainak száma 1873 fő (2022. január 1.). Saint-Privat-la-Montagne Amanvillers, Fèves, Norroy-le-Veneur, Roncourt és Sainte-Marie-aux-Chênes községekkel határos.

## Népesség
A település népessége az elmúlt években az alábbi módon változott:
| Lakosok száma | 1122 | 1297 | 1398 | 1532 | 1864 | 1850 | 1839 | 1909 | 1897 | 1873 |
|               | 1968 | 1982 | 1990 | 2006 | 2013 | 2015 | 2017 | 2019 | 2020 | 2022 |